# Sima tok
A sima tok (Acipenser nudiventris) a csontos halak (Osteichthyes) főosztályának a sugarasúszójú halak (Actinopterygii) osztályába, ezen belül a tokalakúak (Acipenseriformes) rendjébe és a valódi tokfélék (Acipenseridae) családjába tartozó faj.

## Előfordulása
A sima tok elterjedési területe a Duna-medencéje (a Duna mohácsi szakaszától lefelé), ritkán előkerül a Tiszából és a Drávából is, emellett az Aral-tóban, a Kaszpi-tengerben és a Fekete-tengerben is élnek állományai.

## Megjelenése
A sima toknak 12-15 hátvértje van, az első hátvért a test legmagasabb pontja. A halnak 55-66 oldalvértje és 12-16 hasvértje is van. Teste feltűnően vaskos, zömök, orra rövid, kúposan tompuló, alsó ajka egységes, középen nem szakad meg. Kerekded keresztmetszetű bajuszszálai a belső oldalukon rojtozottak. A sima tok felül élőhelyétől függően hamuszürke, vörhenyesbarna vagy sötétbarna, oldalai világosabbak. A hasoldal és a vértek piszkosfehérek. Valamennyi úszója enyhén szürke árnyalatú, a hasúszók olykor sötét foltokkal. Testhossza ritkán elérheti a 200 centimétert. Testtömege általában 8-10 kilogramm, legfeljebb 40-50 kilogramm.

## Életmódja
A sima toknak 4 formája ismert: a Dunában, a Vaskapu-szoros (Románia) felett az édesvízi forma él, amely már nem vándorol a tengerbe, hanem a Vágban, a Tiszában, a Marosban stb. ívik.
A három másik forma íváskor a tengerből úszik fel a folyókba. A Kaszpi-tenger körzetében ősszel (a teleléshez kapcsolódva a folyók mély, nyugodt mederrészeibe) vagy tavasszal vándorolnak fel.
Valamennyi forma március–májusban ívik.
A sima tok tápláléka a vízfenék talajában élő gerinctelen állatok (főként puhatestűek), valamint fenékhalak.

## Képek

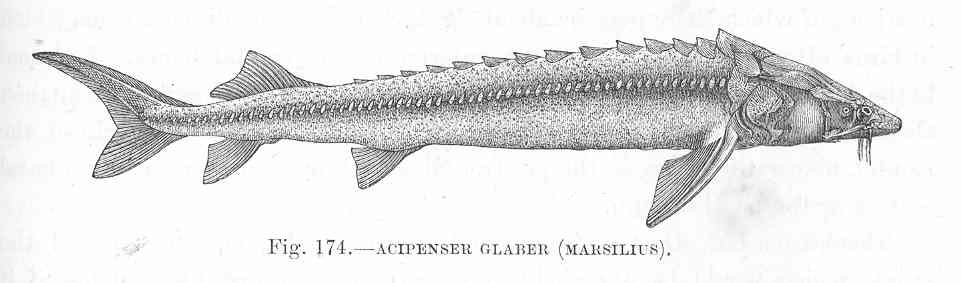
Rajz a halról
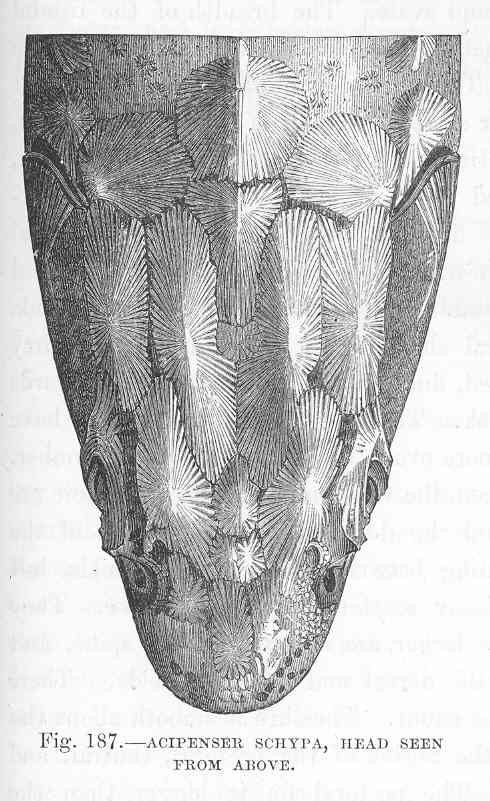
Rajz a fejéről, felülről
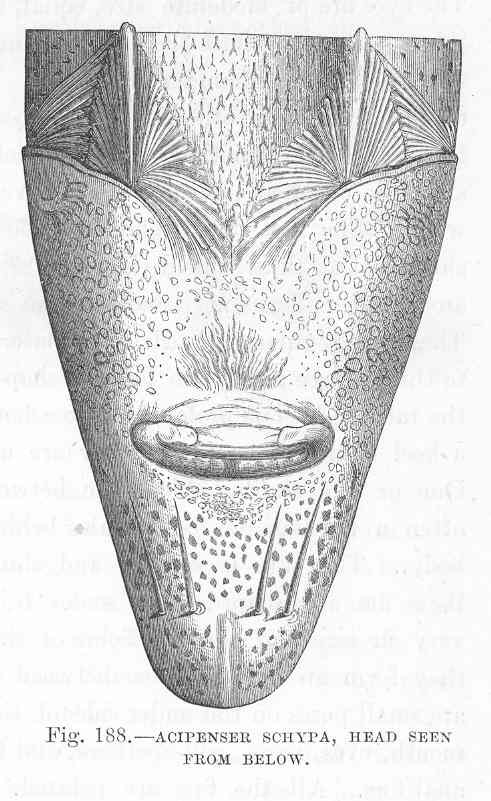
és alulról